# Världsmästerskapet i schack 1975
Världsmästerskapet i schack 1975 var en planerad titelmatch mellan den regerande världsmästaren Bobby Fischer och utmanaren Anatolij Karpov. Den var tänkt att spelas i Manila (som gett det överlägset högsta budet på 13 miljoner schweizerfranc)  men kom aldrig till stånd. Fischer ställde inför matchen flera krav på regeländringar och när han inte fick gehör för alla dessa så lämnade han walkover. Den 3 april 1975 utsågs Karpov till ny världsmästare, den tolfte i ordningen.

## Bakgrund
Fischer hade inte spelat offentligt sedan VM-matchen 1972 och visade enligt de som träffat honom tecken på djupgående mentala förändringar. Inför matchen 1975 ville han ändra på det rådande systemet med bäst av 24 partier. Han ställde krav på att matchen skulle spelas som först till 10 vunna partier, att antalet partier skulle vara obegränsat och att mästaren skulle behålla titeln vid ställningen 9–9 (det vill säga i praktiken behövde utmanaren vinna med 10–8 för att erövra titeln).
Fischers krav behandlades på en extra FIDE-kongress 18-20 mars 1975. Kongressen godtog kraven på 10 vinster och obegränsat antal partier, däremot avslogs kravet på att man måste vinna med 10–8.
Fischer vägrade då att ställa upp till spel. Han försvann åter från offentligheten och spelade inte förrän den inofficiella returmatchen mot Boris Spasskij 1992. Därefter drog han sig tillbaka från schacket för gott. Eftersom matchen 1992 hade spelats i Jugoslavien, som var under FN-sanktioner på grund av de jugoslaviska krigen, blev Fischer efterlyst och återvände aldrig mer till USA.

## Kvalificering till titelmatchen
Kvalificeringen till titelmatchen skedde i flera steg, från zonturneringar till två interzonturneringar till kandidatmatcher.

### Interzonturneringarna
Det spelades två interzonturneringar med 18 deltagare i varje under 1973. De tre bästa från varje turnering gick vidare till kandidatmatcherna.
Från den första turneringen, som spelades i Leningrad, kvalificerade sig Viktor Kortjnoj, Anatolij Karpov och Robert Byrne.
Från den andra turneringen, som spelades i Petrópolis, kvalificerade sig Henrique Mecking, Lev Polugajevskij och Lajos Portisch (de två sista efter särspel mot Jefim Geller).
Utöver dessa sex var Boris Spasskij (som förlorare i titelmatchen 1972) och Tigran Petrosian (som förlorare i kandidatfinalen 1971) direktkvalificerade till kandidatmatcherna. 

### Kandidatmatcherna
Kandidatmatcherna spelades under 1974.
Kvartsfinalerna spelades som först till tre vinster med maximalt 16 partier, semifinalerna som först till fyra vinster med maximalt 20 partier och finalen som först till fem vinster med maximalt 24 partier.
|  | Kvartsfinaler     | Kvartsfinaler    |     |                 | Semifinaler | Semifinaler |  |                 | Final | Final |  |  |  |  |
|  |                   |                  |     |                 |             |             |  |                 |       |       |  |  |  |  |
|  | Anatolij Karpov   | 5½               |     |                 |             |             |  |                 |       |       |  |  |  |  |
|  | Lev Polugajevskij | 2½               |     |                 |             |             |  |                 |       |       |  |  |  |  |
|  | Lev Polugajevskij | 2½               |     | Anatolij Karpov | 7           |             |  |                 |       |       |  |  |  |  |
|  |                   |                  |     | Anatolij Karpov | 7           |             |  |                 |       |       |  |  |  |  |
|  |                   | Boris Spasskij   | 4   |                 |             |             |  |                 |       |       |  |  |  |  |
|  | Boris Spasskij    | Boris Spasskij   | 4   | 4½              |             |             |  |                 |       |       |  |  |  |  |
|  | Boris Spasskij    |                  |     | 4½              |             |             |  |                 |       |       |  |  |  |  |
|  | Robert Byrne      | 1½               |     |                 |             |             |  |                 |       |       |  |  |  |  |
|  | Robert Byrne      | 1½               |     |                 |             |             |  | Anatolij Karpov | 12½   |       |  |  |  |  |
|  |                   |                  |     |                 |             |             |  | Anatolij Karpov | 12½   |       |  |  |  |  |
|  |                   | Viktor Kortjnoj  | 11½ |                 |             |             |  |                 |       |       |  |  |  |  |
|  | Viktor Kortjnoj   | Viktor Kortjnoj  | 11½ | 7½              |             |             |  |                 |       |       |  |  |  |  |
|  | Viktor Kortjnoj   |                  |     | 7½              |             |             |  |                 |       |       |  |  |  |  |
|  | Henrique Mecking  | 5½               |     |                 |             |             |  |                 |       |       |  |  |  |  |
|  | Henrique Mecking  | 5½               |     | Viktor Kortjnoj | 3½          |             |  |                 |       |       |  |  |  |  |
|  |                   |                  |     | Viktor Kortjnoj | 3½          |             |  |                 |       |       |  |  |  |  |
|  |                   | Tigran Petrosian | 1½  |                 |             |             |  |                 |       |       |  |  |  |  |
|  | Tigran Petrosian  | Tigran Petrosian | 1½  | 7               |             |             |  |                 |       |       |  |  |  |  |
|  | Tigran Petrosian  |                  |     | 7               |             |             |  |                 |       |       |  |  |  |  |
|  | Lajos Portisch    | 6                |     |                 |             |             |  |                 |       |       |  |  |  |  |

I semifinalen mellan Kortjnoj och Petrosian, bröt den senare matchen efter fem partier på grund av sjukdom.
Kandidatfinalen blev alltså i praktiken en match om VM-titeln. Det var den första mellan Karpov och Kortjnoj som senare skulle spela två till, 1978 och 1981.
Det var en jämn match där alla 24 partierna behövde spelas, och Karpov segrade med tre vunna partier mot två.
| Namn            | Rating | Parti | Parti | Parti | Parti | Parti | Parti | Parti | Parti | Parti | Parti | Parti | Parti | Parti | Parti | Parti | Parti | Parti | Parti | Parti | Parti | Parti | Parti | Parti | Parti | Poäng |
| Namn            | Rating | 1     | 2     | 3     | 4     | 5     | 6     | 7     | 8     | 9     | 10    | 11    | 12    | 13    | 14    | 15    | 16    | 17    | 18    | 19    | 20    | 21    | 22    | 23    | 24    | Poäng |
| --------------- | ------ | ----- | ----- | ----- | ----- | ----- | ----- | ----- | ----- | ----- | ----- | ----- | ----- | ----- | ----- | ----- | ----- | ----- | ----- | ----- | ----- | ----- | ----- | ----- | ----- | ----- |
| Anatolij Karpov | 2700   | ½     | 1     | ½     | ½     | ½     | 1     | ½     | ½     | ½     | ½     | ½     | ½     | ½     | ½     | ½     | ½     | 1     | ½     | 0     | ½     | 0     | ½     | ½     | ½     | 12½   |
| Viktor Kortjnoj | 2670   | ½     | 0     | ½     | ½     | ½     | 0     | ½     | ½     | ½     | ½     | ½     | ½     | ½     | ½     | ½     | ½     | 0     | ½     | 1     | ½     | 1     | ½     | ½     | ½     | 11½   |

|   | a | b | c | d | e | f | g | h |   |
| 8 | e8 svart torn · g8 svart kung · a7 svart bonde · b7 svart bonde · e7 svart bonde · f7 svart bonde · h7 svart bonde · c6 svart löpare · d6 svart bonde · f6 svart springare · g6 svart bonde · h6 vit drottning · a5 svart drottning · d5 vit springare · e4 vit bonde · f4 vit springare · f3 vit bonde · a2 vit bonde · b2 vit bonde · c2 vit bonde · c1 vit kung · h1 vit torn | e8 svart torn · g8 svart kung · a7 svart bonde · b7 svart bonde · e7 svart bonde · f7 svart bonde · h7 svart bonde · c6 svart löpare · d6 svart bonde · f6 svart springare · g6 svart bonde · h6 vit drottning · a5 svart drottning · d5 vit springare · e4 vit bonde · f4 vit springare · f3 vit bonde · a2 vit bonde · b2 vit bonde · c2 vit bonde · c1 vit kung · h1 vit torn | e8 svart torn · g8 svart kung · a7 svart bonde · b7 svart bonde · e7 svart bonde · f7 svart bonde · h7 svart bonde · c6 svart löpare · d6 svart bonde · f6 svart springare · g6 svart bonde · h6 vit drottning · a5 svart drottning · d5 vit springare · e4 vit bonde · f4 vit springare · f3 vit bonde · a2 vit bonde · b2 vit bonde · c2 vit bonde · c1 vit kung · h1 vit torn | e8 svart torn · g8 svart kung · a7 svart bonde · b7 svart bonde · e7 svart bonde · f7 svart bonde · h7 svart bonde · c6 svart löpare · d6 svart bonde · f6 svart springare · g6 svart bonde · h6 vit drottning · a5 svart drottning · d5 vit springare · e4 vit bonde · f4 vit springare · f3 vit bonde · a2 vit bonde · b2 vit bonde · c2 vit bonde · c1 vit kung · h1 vit torn | e8 svart torn · g8 svart kung · a7 svart bonde · b7 svart bonde · e7 svart bonde · f7 svart bonde · h7 svart bonde · c6 svart löpare · d6 svart bonde · f6 svart springare · g6 svart bonde · h6 vit drottning · a5 svart drottning · d5 vit springare · e4 vit bonde · f4 vit springare · f3 vit bonde · a2 vit bonde · b2 vit bonde · c2 vit bonde · c1 vit kung · h1 vit torn | e8 svart torn · g8 svart kung · a7 svart bonde · b7 svart bonde · e7 svart bonde · f7 svart bonde · h7 svart bonde · c6 svart löpare · d6 svart bonde · f6 svart springare · g6 svart bonde · h6 vit drottning · a5 svart drottning · d5 vit springare · e4 vit bonde · f4 vit springare · f3 vit bonde · a2 vit bonde · b2 vit bonde · c2 vit bonde · c1 vit kung · h1 vit torn | e8 svart torn · g8 svart kung · a7 svart bonde · b7 svart bonde · e7 svart bonde · f7 svart bonde · h7 svart bonde · c6 svart löpare · d6 svart bonde · f6 svart springare · g6 svart bonde · h6 vit drottning · a5 svart drottning · d5 vit springare · e4 vit bonde · f4 vit springare · f3 vit bonde · a2 vit bonde · b2 vit bonde · c2 vit bonde · c1 vit kung · h1 vit torn | e8 svart torn · g8 svart kung · a7 svart bonde · b7 svart bonde · e7 svart bonde · f7 svart bonde · h7 svart bonde · c6 svart löpare · d6 svart bonde · f6 svart springare · g6 svart bonde · h6 vit drottning · a5 svart drottning · d5 vit springare · e4 vit bonde · f4 vit springare · f3 vit bonde · a2 vit bonde · b2 vit bonde · c2 vit bonde · c1 vit kung · h1 vit torn | 8 |
| 7 | e8 svart torn · g8 svart kung · a7 svart bonde · b7 svart bonde · e7 svart bonde · f7 svart bonde · h7 svart bonde · c6 svart löpare · d6 svart bonde · f6 svart springare · g6 svart bonde · h6 vit drottning · a5 svart drottning · d5 vit springare · e4 vit bonde · f4 vit springare · f3 vit bonde · a2 vit bonde · b2 vit bonde · c2 vit bonde · c1 vit kung · h1 vit torn | e8 svart torn · g8 svart kung · a7 svart bonde · b7 svart bonde · e7 svart bonde · f7 svart bonde · h7 svart bonde · c6 svart löpare · d6 svart bonde · f6 svart springare · g6 svart bonde · h6 vit drottning · a5 svart drottning · d5 vit springare · e4 vit bonde · f4 vit springare · f3 vit bonde · a2 vit bonde · b2 vit bonde · c2 vit bonde · c1 vit kung · h1 vit torn | e8 svart torn · g8 svart kung · a7 svart bonde · b7 svart bonde · e7 svart bonde · f7 svart bonde · h7 svart bonde · c6 svart löpare · d6 svart bonde · f6 svart springare · g6 svart bonde · h6 vit drottning · a5 svart drottning · d5 vit springare · e4 vit bonde · f4 vit springare · f3 vit bonde · a2 vit bonde · b2 vit bonde · c2 vit bonde · c1 vit kung · h1 vit torn | e8 svart torn · g8 svart kung · a7 svart bonde · b7 svart bonde · e7 svart bonde · f7 svart bonde · h7 svart bonde · c6 svart löpare · d6 svart bonde · f6 svart springare · g6 svart bonde · h6 vit drottning · a5 svart drottning · d5 vit springare · e4 vit bonde · f4 vit springare · f3 vit bonde · a2 vit bonde · b2 vit bonde · c2 vit bonde · c1 vit kung · h1 vit torn | e8 svart torn · g8 svart kung · a7 svart bonde · b7 svart bonde · e7 svart bonde · f7 svart bonde · h7 svart bonde · c6 svart löpare · d6 svart bonde · f6 svart springare · g6 svart bonde · h6 vit drottning · a5 svart drottning · d5 vit springare · e4 vit bonde · f4 vit springare · f3 vit bonde · a2 vit bonde · b2 vit bonde · c2 vit bonde · c1 vit kung · h1 vit torn | e8 svart torn · g8 svart kung · a7 svart bonde · b7 svart bonde · e7 svart bonde · f7 svart bonde · h7 svart bonde · c6 svart löpare · d6 svart bonde · f6 svart springare · g6 svart bonde · h6 vit drottning · a5 svart drottning · d5 vit springare · e4 vit bonde · f4 vit springare · f3 vit bonde · a2 vit bonde · b2 vit bonde · c2 vit bonde · c1 vit kung · h1 vit torn | e8 svart torn · g8 svart kung · a7 svart bonde · b7 svart bonde · e7 svart bonde · f7 svart bonde · h7 svart bonde · c6 svart löpare · d6 svart bonde · f6 svart springare · g6 svart bonde · h6 vit drottning · a5 svart drottning · d5 vit springare · e4 vit bonde · f4 vit springare · f3 vit bonde · a2 vit bonde · b2 vit bonde · c2 vit bonde · c1 vit kung · h1 vit torn | e8 svart torn · g8 svart kung · a7 svart bonde · b7 svart bonde · e7 svart bonde · f7 svart bonde · h7 svart bonde · c6 svart löpare · d6 svart bonde · f6 svart springare · g6 svart bonde · h6 vit drottning · a5 svart drottning · d5 vit springare · e4 vit bonde · f4 vit springare · f3 vit bonde · a2 vit bonde · b2 vit bonde · c2 vit bonde · c1 vit kung · h1 vit torn | 7 |
| 6 | e8 svart torn · g8 svart kung · a7 svart bonde · b7 svart bonde · e7 svart bonde · f7 svart bonde · h7 svart bonde · c6 svart löpare · d6 svart bonde · f6 svart springare · g6 svart bonde · h6 vit drottning · a5 svart drottning · d5 vit springare · e4 vit bonde · f4 vit springare · f3 vit bonde · a2 vit bonde · b2 vit bonde · c2 vit bonde · c1 vit kung · h1 vit torn | e8 svart torn · g8 svart kung · a7 svart bonde · b7 svart bonde · e7 svart bonde · f7 svart bonde · h7 svart bonde · c6 svart löpare · d6 svart bonde · f6 svart springare · g6 svart bonde · h6 vit drottning · a5 svart drottning · d5 vit springare · e4 vit bonde · f4 vit springare · f3 vit bonde · a2 vit bonde · b2 vit bonde · c2 vit bonde · c1 vit kung · h1 vit torn | e8 svart torn · g8 svart kung · a7 svart bonde · b7 svart bonde · e7 svart bonde · f7 svart bonde · h7 svart bonde · c6 svart löpare · d6 svart bonde · f6 svart springare · g6 svart bonde · h6 vit drottning · a5 svart drottning · d5 vit springare · e4 vit bonde · f4 vit springare · f3 vit bonde · a2 vit bonde · b2 vit bonde · c2 vit bonde · c1 vit kung · h1 vit torn | e8 svart torn · g8 svart kung · a7 svart bonde · b7 svart bonde · e7 svart bonde · f7 svart bonde · h7 svart bonde · c6 svart löpare · d6 svart bonde · f6 svart springare · g6 svart bonde · h6 vit drottning · a5 svart drottning · d5 vit springare · e4 vit bonde · f4 vit springare · f3 vit bonde · a2 vit bonde · b2 vit bonde · c2 vit bonde · c1 vit kung · h1 vit torn | e8 svart torn · g8 svart kung · a7 svart bonde · b7 svart bonde · e7 svart bonde · f7 svart bonde · h7 svart bonde · c6 svart löpare · d6 svart bonde · f6 svart springare · g6 svart bonde · h6 vit drottning · a5 svart drottning · d5 vit springare · e4 vit bonde · f4 vit springare · f3 vit bonde · a2 vit bonde · b2 vit bonde · c2 vit bonde · c1 vit kung · h1 vit torn | e8 svart torn · g8 svart kung · a7 svart bonde · b7 svart bonde · e7 svart bonde · f7 svart bonde · h7 svart bonde · c6 svart löpare · d6 svart bonde · f6 svart springare · g6 svart bonde · h6 vit drottning · a5 svart drottning · d5 vit springare · e4 vit bonde · f4 vit springare · f3 vit bonde · a2 vit bonde · b2 vit bonde · c2 vit bonde · c1 vit kung · h1 vit torn | e8 svart torn · g8 svart kung · a7 svart bonde · b7 svart bonde · e7 svart bonde · f7 svart bonde · h7 svart bonde · c6 svart löpare · d6 svart bonde · f6 svart springare · g6 svart bonde · h6 vit drottning · a5 svart drottning · d5 vit springare · e4 vit bonde · f4 vit springare · f3 vit bonde · a2 vit bonde · b2 vit bonde · c2 vit bonde · c1 vit kung · h1 vit torn | e8 svart torn · g8 svart kung · a7 svart bonde · b7 svart bonde · e7 svart bonde · f7 svart bonde · h7 svart bonde · c6 svart löpare · d6 svart bonde · f6 svart springare · g6 svart bonde · h6 vit drottning · a5 svart drottning · d5 vit springare · e4 vit bonde · f4 vit springare · f3 vit bonde · a2 vit bonde · b2 vit bonde · c2 vit bonde · c1 vit kung · h1 vit torn | 6 |
| 5 | e8 svart torn · g8 svart kung · a7 svart bonde · b7 svart bonde · e7 svart bonde · f7 svart bonde · h7 svart bonde · c6 svart löpare · d6 svart bonde · f6 svart springare · g6 svart bonde · h6 vit drottning · a5 svart drottning · d5 vit springare · e4 vit bonde · f4 vit springare · f3 vit bonde · a2 vit bonde · b2 vit bonde · c2 vit bonde · c1 vit kung · h1 vit torn | e8 svart torn · g8 svart kung · a7 svart bonde · b7 svart bonde · e7 svart bonde · f7 svart bonde · h7 svart bonde · c6 svart löpare · d6 svart bonde · f6 svart springare · g6 svart bonde · h6 vit drottning · a5 svart drottning · d5 vit springare · e4 vit bonde · f4 vit springare · f3 vit bonde · a2 vit bonde · b2 vit bonde · c2 vit bonde · c1 vit kung · h1 vit torn | e8 svart torn · g8 svart kung · a7 svart bonde · b7 svart bonde · e7 svart bonde · f7 svart bonde · h7 svart bonde · c6 svart löpare · d6 svart bonde · f6 svart springare · g6 svart bonde · h6 vit drottning · a5 svart drottning · d5 vit springare · e4 vit bonde · f4 vit springare · f3 vit bonde · a2 vit bonde · b2 vit bonde · c2 vit bonde · c1 vit kung · h1 vit torn | e8 svart torn · g8 svart kung · a7 svart bonde · b7 svart bonde · e7 svart bonde · f7 svart bonde · h7 svart bonde · c6 svart löpare · d6 svart bonde · f6 svart springare · g6 svart bonde · h6 vit drottning · a5 svart drottning · d5 vit springare · e4 vit bonde · f4 vit springare · f3 vit bonde · a2 vit bonde · b2 vit bonde · c2 vit bonde · c1 vit kung · h1 vit torn | e8 svart torn · g8 svart kung · a7 svart bonde · b7 svart bonde · e7 svart bonde · f7 svart bonde · h7 svart bonde · c6 svart löpare · d6 svart bonde · f6 svart springare · g6 svart bonde · h6 vit drottning · a5 svart drottning · d5 vit springare · e4 vit bonde · f4 vit springare · f3 vit bonde · a2 vit bonde · b2 vit bonde · c2 vit bonde · c1 vit kung · h1 vit torn | e8 svart torn · g8 svart kung · a7 svart bonde · b7 svart bonde · e7 svart bonde · f7 svart bonde · h7 svart bonde · c6 svart löpare · d6 svart bonde · f6 svart springare · g6 svart bonde · h6 vit drottning · a5 svart drottning · d5 vit springare · e4 vit bonde · f4 vit springare · f3 vit bonde · a2 vit bonde · b2 vit bonde · c2 vit bonde · c1 vit kung · h1 vit torn | e8 svart torn · g8 svart kung · a7 svart bonde · b7 svart bonde · e7 svart bonde · f7 svart bonde · h7 svart bonde · c6 svart löpare · d6 svart bonde · f6 svart springare · g6 svart bonde · h6 vit drottning · a5 svart drottning · d5 vit springare · e4 vit bonde · f4 vit springare · f3 vit bonde · a2 vit bonde · b2 vit bonde · c2 vit bonde · c1 vit kung · h1 vit torn | e8 svart torn · g8 svart kung · a7 svart bonde · b7 svart bonde · e7 svart bonde · f7 svart bonde · h7 svart bonde · c6 svart löpare · d6 svart bonde · f6 svart springare · g6 svart bonde · h6 vit drottning · a5 svart drottning · d5 vit springare · e4 vit bonde · f4 vit springare · f3 vit bonde · a2 vit bonde · b2 vit bonde · c2 vit bonde · c1 vit kung · h1 vit torn | 5 |
| 4 | e8 svart torn · g8 svart kung · a7 svart bonde · b7 svart bonde · e7 svart bonde · f7 svart bonde · h7 svart bonde · c6 svart löpare · d6 svart bonde · f6 svart springare · g6 svart bonde · h6 vit drottning · a5 svart drottning · d5 vit springare · e4 vit bonde · f4 vit springare · f3 vit bonde · a2 vit bonde · b2 vit bonde · c2 vit bonde · c1 vit kung · h1 vit torn | e8 svart torn · g8 svart kung · a7 svart bonde · b7 svart bonde · e7 svart bonde · f7 svart bonde · h7 svart bonde · c6 svart löpare · d6 svart bonde · f6 svart springare · g6 svart bonde · h6 vit drottning · a5 svart drottning · d5 vit springare · e4 vit bonde · f4 vit springare · f3 vit bonde · a2 vit bonde · b2 vit bonde · c2 vit bonde · c1 vit kung · h1 vit torn | e8 svart torn · g8 svart kung · a7 svart bonde · b7 svart bonde · e7 svart bonde · f7 svart bonde · h7 svart bonde · c6 svart löpare · d6 svart bonde · f6 svart springare · g6 svart bonde · h6 vit drottning · a5 svart drottning · d5 vit springare · e4 vit bonde · f4 vit springare · f3 vit bonde · a2 vit bonde · b2 vit bonde · c2 vit bonde · c1 vit kung · h1 vit torn | e8 svart torn · g8 svart kung · a7 svart bonde · b7 svart bonde · e7 svart bonde · f7 svart bonde · h7 svart bonde · c6 svart löpare · d6 svart bonde · f6 svart springare · g6 svart bonde · h6 vit drottning · a5 svart drottning · d5 vit springare · e4 vit bonde · f4 vit springare · f3 vit bonde · a2 vit bonde · b2 vit bonde · c2 vit bonde · c1 vit kung · h1 vit torn | e8 svart torn · g8 svart kung · a7 svart bonde · b7 svart bonde · e7 svart bonde · f7 svart bonde · h7 svart bonde · c6 svart löpare · d6 svart bonde · f6 svart springare · g6 svart bonde · h6 vit drottning · a5 svart drottning · d5 vit springare · e4 vit bonde · f4 vit springare · f3 vit bonde · a2 vit bonde · b2 vit bonde · c2 vit bonde · c1 vit kung · h1 vit torn | e8 svart torn · g8 svart kung · a7 svart bonde · b7 svart bonde · e7 svart bonde · f7 svart bonde · h7 svart bonde · c6 svart löpare · d6 svart bonde · f6 svart springare · g6 svart bonde · h6 vit drottning · a5 svart drottning · d5 vit springare · e4 vit bonde · f4 vit springare · f3 vit bonde · a2 vit bonde · b2 vit bonde · c2 vit bonde · c1 vit kung · h1 vit torn | e8 svart torn · g8 svart kung · a7 svart bonde · b7 svart bonde · e7 svart bonde · f7 svart bonde · h7 svart bonde · c6 svart löpare · d6 svart bonde · f6 svart springare · g6 svart bonde · h6 vit drottning · a5 svart drottning · d5 vit springare · e4 vit bonde · f4 vit springare · f3 vit bonde · a2 vit bonde · b2 vit bonde · c2 vit bonde · c1 vit kung · h1 vit torn | e8 svart torn · g8 svart kung · a7 svart bonde · b7 svart bonde · e7 svart bonde · f7 svart bonde · h7 svart bonde · c6 svart löpare · d6 svart bonde · f6 svart springare · g6 svart bonde · h6 vit drottning · a5 svart drottning · d5 vit springare · e4 vit bonde · f4 vit springare · f3 vit bonde · a2 vit bonde · b2 vit bonde · c2 vit bonde · c1 vit kung · h1 vit torn | 4 |
| 3 | e8 svart torn · g8 svart kung · a7 svart bonde · b7 svart bonde · e7 svart bonde · f7 svart bonde · h7 svart bonde · c6 svart löpare · d6 svart bonde · f6 svart springare · g6 svart bonde · h6 vit drottning · a5 svart drottning · d5 vit springare · e4 vit bonde · f4 vit springare · f3 vit bonde · a2 vit bonde · b2 vit bonde · c2 vit bonde · c1 vit kung · h1 vit torn | e8 svart torn · g8 svart kung · a7 svart bonde · b7 svart bonde · e7 svart bonde · f7 svart bonde · h7 svart bonde · c6 svart löpare · d6 svart bonde · f6 svart springare · g6 svart bonde · h6 vit drottning · a5 svart drottning · d5 vit springare · e4 vit bonde · f4 vit springare · f3 vit bonde · a2 vit bonde · b2 vit bonde · c2 vit bonde · c1 vit kung · h1 vit torn | e8 svart torn · g8 svart kung · a7 svart bonde · b7 svart bonde · e7 svart bonde · f7 svart bonde · h7 svart bonde · c6 svart löpare · d6 svart bonde · f6 svart springare · g6 svart bonde · h6 vit drottning · a5 svart drottning · d5 vit springare · e4 vit bonde · f4 vit springare · f3 vit bonde · a2 vit bonde · b2 vit bonde · c2 vit bonde · c1 vit kung · h1 vit torn | e8 svart torn · g8 svart kung · a7 svart bonde · b7 svart bonde · e7 svart bonde · f7 svart bonde · h7 svart bonde · c6 svart löpare · d6 svart bonde · f6 svart springare · g6 svart bonde · h6 vit drottning · a5 svart drottning · d5 vit springare · e4 vit bonde · f4 vit springare · f3 vit bonde · a2 vit bonde · b2 vit bonde · c2 vit bonde · c1 vit kung · h1 vit torn | e8 svart torn · g8 svart kung · a7 svart bonde · b7 svart bonde · e7 svart bonde · f7 svart bonde · h7 svart bonde · c6 svart löpare · d6 svart bonde · f6 svart springare · g6 svart bonde · h6 vit drottning · a5 svart drottning · d5 vit springare · e4 vit bonde · f4 vit springare · f3 vit bonde · a2 vit bonde · b2 vit bonde · c2 vit bonde · c1 vit kung · h1 vit torn | e8 svart torn · g8 svart kung · a7 svart bonde · b7 svart bonde · e7 svart bonde · f7 svart bonde · h7 svart bonde · c6 svart löpare · d6 svart bonde · f6 svart springare · g6 svart bonde · h6 vit drottning · a5 svart drottning · d5 vit springare · e4 vit bonde · f4 vit springare · f3 vit bonde · a2 vit bonde · b2 vit bonde · c2 vit bonde · c1 vit kung · h1 vit torn | e8 svart torn · g8 svart kung · a7 svart bonde · b7 svart bonde · e7 svart bonde · f7 svart bonde · h7 svart bonde · c6 svart löpare · d6 svart bonde · f6 svart springare · g6 svart bonde · h6 vit drottning · a5 svart drottning · d5 vit springare · e4 vit bonde · f4 vit springare · f3 vit bonde · a2 vit bonde · b2 vit bonde · c2 vit bonde · c1 vit kung · h1 vit torn | e8 svart torn · g8 svart kung · a7 svart bonde · b7 svart bonde · e7 svart bonde · f7 svart bonde · h7 svart bonde · c6 svart löpare · d6 svart bonde · f6 svart springare · g6 svart bonde · h6 vit drottning · a5 svart drottning · d5 vit springare · e4 vit bonde · f4 vit springare · f3 vit bonde · a2 vit bonde · b2 vit bonde · c2 vit bonde · c1 vit kung · h1 vit torn | 3 |
| 2 | e8 svart torn · g8 svart kung · a7 svart bonde · b7 svart bonde · e7 svart bonde · f7 svart bonde · h7 svart bonde · c6 svart löpare · d6 svart bonde · f6 svart springare · g6 svart bonde · h6 vit drottning · a5 svart drottning · d5 vit springare · e4 vit bonde · f4 vit springare · f3 vit bonde · a2 vit bonde · b2 vit bonde · c2 vit bonde · c1 vit kung · h1 vit torn | e8 svart torn · g8 svart kung · a7 svart bonde · b7 svart bonde · e7 svart bonde · f7 svart bonde · h7 svart bonde · c6 svart löpare · d6 svart bonde · f6 svart springare · g6 svart bonde · h6 vit drottning · a5 svart drottning · d5 vit springare · e4 vit bonde · f4 vit springare · f3 vit bonde · a2 vit bonde · b2 vit bonde · c2 vit bonde · c1 vit kung · h1 vit torn | e8 svart torn · g8 svart kung · a7 svart bonde · b7 svart bonde · e7 svart bonde · f7 svart bonde · h7 svart bonde · c6 svart löpare · d6 svart bonde · f6 svart springare · g6 svart bonde · h6 vit drottning · a5 svart drottning · d5 vit springare · e4 vit bonde · f4 vit springare · f3 vit bonde · a2 vit bonde · b2 vit bonde · c2 vit bonde · c1 vit kung · h1 vit torn | e8 svart torn · g8 svart kung · a7 svart bonde · b7 svart bonde · e7 svart bonde · f7 svart bonde · h7 svart bonde · c6 svart löpare · d6 svart bonde · f6 svart springare · g6 svart bonde · h6 vit drottning · a5 svart drottning · d5 vit springare · e4 vit bonde · f4 vit springare · f3 vit bonde · a2 vit bonde · b2 vit bonde · c2 vit bonde · c1 vit kung · h1 vit torn | e8 svart torn · g8 svart kung · a7 svart bonde · b7 svart bonde · e7 svart bonde · f7 svart bonde · h7 svart bonde · c6 svart löpare · d6 svart bonde · f6 svart springare · g6 svart bonde · h6 vit drottning · a5 svart drottning · d5 vit springare · e4 vit bonde · f4 vit springare · f3 vit bonde · a2 vit bonde · b2 vit bonde · c2 vit bonde · c1 vit kung · h1 vit torn | e8 svart torn · g8 svart kung · a7 svart bonde · b7 svart bonde · e7 svart bonde · f7 svart bonde · h7 svart bonde · c6 svart löpare · d6 svart bonde · f6 svart springare · g6 svart bonde · h6 vit drottning · a5 svart drottning · d5 vit springare · e4 vit bonde · f4 vit springare · f3 vit bonde · a2 vit bonde · b2 vit bonde · c2 vit bonde · c1 vit kung · h1 vit torn | e8 svart torn · g8 svart kung · a7 svart bonde · b7 svart bonde · e7 svart bonde · f7 svart bonde · h7 svart bonde · c6 svart löpare · d6 svart bonde · f6 svart springare · g6 svart bonde · h6 vit drottning · a5 svart drottning · d5 vit springare · e4 vit bonde · f4 vit springare · f3 vit bonde · a2 vit bonde · b2 vit bonde · c2 vit bonde · c1 vit kung · h1 vit torn | e8 svart torn · g8 svart kung · a7 svart bonde · b7 svart bonde · e7 svart bonde · f7 svart bonde · h7 svart bonde · c6 svart löpare · d6 svart bonde · f6 svart springare · g6 svart bonde · h6 vit drottning · a5 svart drottning · d5 vit springare · e4 vit bonde · f4 vit springare · f3 vit bonde · a2 vit bonde · b2 vit bonde · c2 vit bonde · c1 vit kung · h1 vit torn | 2 |
| 1 | e8 svart torn · g8 svart kung · a7 svart bonde · b7 svart bonde · e7 svart bonde · f7 svart bonde · h7 svart bonde · c6 svart löpare · d6 svart bonde · f6 svart springare · g6 svart bonde · h6 vit drottning · a5 svart drottning · d5 vit springare · e4 vit bonde · f4 vit springare · f3 vit bonde · a2 vit bonde · b2 vit bonde · c2 vit bonde · c1 vit kung · h1 vit torn | e8 svart torn · g8 svart kung · a7 svart bonde · b7 svart bonde · e7 svart bonde · f7 svart bonde · h7 svart bonde · c6 svart löpare · d6 svart bonde · f6 svart springare · g6 svart bonde · h6 vit drottning · a5 svart drottning · d5 vit springare · e4 vit bonde · f4 vit springare · f3 vit bonde · a2 vit bonde · b2 vit bonde · c2 vit bonde · c1 vit kung · h1 vit torn | e8 svart torn · g8 svart kung · a7 svart bonde · b7 svart bonde · e7 svart bonde · f7 svart bonde · h7 svart bonde · c6 svart löpare · d6 svart bonde · f6 svart springare · g6 svart bonde · h6 vit drottning · a5 svart drottning · d5 vit springare · e4 vit bonde · f4 vit springare · f3 vit bonde · a2 vit bonde · b2 vit bonde · c2 vit bonde · c1 vit kung · h1 vit torn | e8 svart torn · g8 svart kung · a7 svart bonde · b7 svart bonde · e7 svart bonde · f7 svart bonde · h7 svart bonde · c6 svart löpare · d6 svart bonde · f6 svart springare · g6 svart bonde · h6 vit drottning · a5 svart drottning · d5 vit springare · e4 vit bonde · f4 vit springare · f3 vit bonde · a2 vit bonde · b2 vit bonde · c2 vit bonde · c1 vit kung · h1 vit torn | e8 svart torn · g8 svart kung · a7 svart bonde · b7 svart bonde · e7 svart bonde · f7 svart bonde · h7 svart bonde · c6 svart löpare · d6 svart bonde · f6 svart springare · g6 svart bonde · h6 vit drottning · a5 svart drottning · d5 vit springare · e4 vit bonde · f4 vit springare · f3 vit bonde · a2 vit bonde · b2 vit bonde · c2 vit bonde · c1 vit kung · h1 vit torn | e8 svart torn · g8 svart kung · a7 svart bonde · b7 svart bonde · e7 svart bonde · f7 svart bonde · h7 svart bonde · c6 svart löpare · d6 svart bonde · f6 svart springare · g6 svart bonde · h6 vit drottning · a5 svart drottning · d5 vit springare · e4 vit bonde · f4 vit springare · f3 vit bonde · a2 vit bonde · b2 vit bonde · c2 vit bonde · c1 vit kung · h1 vit torn | e8 svart torn · g8 svart kung · a7 svart bonde · b7 svart bonde · e7 svart bonde · f7 svart bonde · h7 svart bonde · c6 svart löpare · d6 svart bonde · f6 svart springare · g6 svart bonde · h6 vit drottning · a5 svart drottning · d5 vit springare · e4 vit bonde · f4 vit springare · f3 vit bonde · a2 vit bonde · b2 vit bonde · c2 vit bonde · c1 vit kung · h1 vit torn | e8 svart torn · g8 svart kung · a7 svart bonde · b7 svart bonde · e7 svart bonde · f7 svart bonde · h7 svart bonde · c6 svart löpare · d6 svart bonde · f6 svart springare · g6 svart bonde · h6 vit drottning · a5 svart drottning · d5 vit springare · e4 vit bonde · f4 vit springare · f3 vit bonde · a2 vit bonde · b2 vit bonde · c2 vit bonde · c1 vit kung · h1 vit torn | 1 |
|   | a | b | c | d | e | f | g | h |   |

Det mest kända partiet från kandidatfinalen är det andra, där Kortjnoj spelade drakvarianten i sicilianskt parti och Karpov introducerade en teorinyhet i det 19:e draget.
Kortjnoj gjorde bara ett fel men det räckte för att ge Karpov en fördel. I diagramställningen avgjorde han med:
24.e5!
Ett bondeoffer med två poänger; det stänger femte raden vilket hindrar svart från att spela Dg5 i vissa varianter, och det leder till att e-linjen öppnas.
24...Lxd5
Tvunget eftersom 24...dxe5 25.Sxf6+ exf6 26.Sh5 gxh5 27.Tg1+ är snar matt.
25.exf6 exf6 26.Dxh7+ Kf8 27.Dh8+ uppgivet.
Det följer 27...Ke7 28.Sxd5+ Dxd5 (eller 28...Kd8 29.Dxf6+ Kc8 30.Td1) 29.Te1+ med tornvinst.
Efter detta avstod Kortjnoj från drakvarianten i partier på högre nivå.